# 第26回ロサンゼルス映画批評家協会賞
第26回ロサンゼルス映画批評家協会賞は、ロサンゼルス映画批評家協会によって2000年の映画に贈られた映画賞である。

## 受賞
- 主演男優賞: 
  - マイケル・ダグラス – 『ワンダー・ボーイズ』
- 主演女優賞:
  - ジュリア・ロバーツ – 『エリン・ブロコビッチ』
- アニメ映画賞:
  - 『チキンラン』
- 撮影賞:
  - 『グリーン・デスティニー』 - ピーター・パウ
- 監督賞:
  - スティーヴン・ソダーバーグ - 『トラフィック』『エリン・ブロコビッチ』
- ドキュメンタリー賞:
  - Dark Days
- 作品賞:
  - 『グリーン・デスティニー』
- 外国映画賞:
  - 『ヤンヤン 夏の想い出』（ 台湾）
- 音楽賞:
  - 『グリーン・デスティニー』 - タン・ドゥン
- 美術賞:
  - 『グリーン・デスティニー』 - ティミー・イップ
- 脚本賞:
  - 『ユー・キャン・カウント・オン・ミー』 - ケネス・ロナーガン
- 助演男優賞:
  - ウィレム・デフォー - 『シャドウ・オブ・ヴァンパイア』
- 助演女優賞:
  - フランシス・マクドーマンド - 『あの頃ペニー・レインと』、『ワンダー・ボーイズ』